# Wiz 'n' Liz: The Frantic Wabbit Wescue
Wiz 'n' Liz: The Frantic Wabbit Wescue è un videogioco d'azione pubblicato dalla Psygnosis nel 1993 per Amiga (sviluppato da Lunatic) e per Sega Mega Drive (sviluppato da Raising Hell)
Ad eccezione di alcuni boss di fine livello, questo gioco di genere platform gioco non contiene nemici. Si svolge su una serie di livelli, ciascuno diviso in otto mondi. Ogni mondo ha uno stile grafico e una musica distinti, ma il gameplay di base rimane lo stesso. Wiz e/o Liz devono correre attraverso il paesaggio raccogliendo wabbit entro un limite di tempo. Per vincere, il giocatore deve raccogliere le lettere fluttuanti che appaiono quando viene raccolto un wabbit per comporre una parola magica mostrata nella parte superiore dello schermo. Una volta raccolta un'intera parola, il giocatore deve salvare tutti i wabbit rimanenti nel livello, che ora rilasciano frutta, stelle e orologi da collezione per aumentare il tempo limite. Il timer inizia a tre minuti e viene riavviato solo quando il personaggio del giocatore muore. Questo limite di tempo può tuttavia essere esteso raccogliendo una sfera arancione luminosa che appare negli ultimi dieci secondi di un conto alla rovescia e fornisce trenta secondi di tempo bonus.
Alla fine di ogni livello, i frutti raccolti possono essere mescolati in un calderone e, a seconda dei frutti, l'effetto può essere punti bonus, un minigioco, uno strano effetto grafico, o "Assolutamente niente".
Wiz 'n' Liz presenta una serie di apparizioni cameo di altri personaggi di Psygnosis, tra cui Puggsy e Lemmings.
Il gioco bonus è stato presentato nella serie originale della metà degli anni '90 del programma televisivo di giochi competitivi Games World (trasmesso su Sky One nel Regno Unito).